# Sheldon Morgenstern
Sheldon Morgenstern (né à Cleveland le 1er juillet 1938 - mort à Genève le 17 décembre 2007) est un chef d'orchestre américain, et fondateur du Eastern Music Festival.

## Jeunesse et formation musicale
Morgenstern a passé son enfance à Cleveland, puis à Greensboro. Après des études musicales d'enfance et d'adolescence au Brevard Music Festival et auprès d'Ernst von Dohnanyi à Florida Stata University, il poursuit des études universitaires à Northwestern University où il étudie le cor d'harmonie avec le célèbre corniste Philip Farkas (en). Diplômé comme corniste, il rejoint l'Orchestre symphonique d'Atlanta où il joue en tant que titulaire pendant plusieurs saisons. Ensuite il s'installe à Boston où il étudie la direction d'orchestre avec Frederik Prausnitz (de) au Conservatoire de musique de la Nouvelle-Angleterre.

## Eastern Music Festival
En 1962, il fonde au Collège Guilford (en) (Greensboro) le Eastern Music Festival, qui deviendra un haut lieu de la musique classique estivale aux États-unis, et où participeront régulièrement de grands artistes-enseignants tels Joseph Gingold, Leonard Rose, Dorothy DeLay, Philip Farkas, Gérard Poulet, Michel Lethiec, Gary Karr, le Beaux Arts Trio, le Guarneri String Quartet, Robert Bloom, John Mack, Leon Fleischer, Charles Rosen, Vic Firth, Saul Goodman, Franco Gulli, Jaime Laredo, Lukas Foss, Peter Paul Fuchs, Gunther Schuller, Richard Pittman, Mircea Cristescu, Mathias Bamert...
Avec une saison très dense - trois orchestres présentant 16 programmes différents, des dizaines de formations de musique de chambre, près de 250 instrumentistes dont 40 pianistes - la programmation du Eastern Music Festival est extrêmement riche et variée dans le domaine de la musique classique instrumentale. La qualité de cette programmation a valu à deux reprises à Morgenstern des prix de programmation de l'ASCAP.
Sheldon Morgenstern consacrera l'essentiel de sa carrière musicale à développer et maintenir le niveau artistique et pédagogique de ce Festival d'été. Les élèves-stagiaires du festival sont triés sur le volet parmi de très nombreux candidats chaque année en Amérique et en Europe. On trouve parmi les anciens de ce festival entre autres : Wynton Marsalis, Adrian McDonnell, Antoine Tamestit, Guillaume Sutre.

## Carrière de chef d'orchestre
Durant près de 40 ans, Morgenstern a dirigé des orchestres partout dans le monde. Il avait des liens permanents avec les orchestres où il dirigeait régulièrement à Budapest, Genève, Séville, Varsovie, et il dirigeait souvent sur les ondes radiophoniques en Amérique avec les orchestres du Public Broadcasting Service, National Public Radio, le Canadian Broadcasting Company, ainsi en Europe avec la BBC et les orchestres de radio sur le continent.

## Autres activités et engagements
Morgenstern servait comme consultant-évaluateur du National Endowment for the Arts, conseilleur au Wolf Trap Festival, membre du conseil d'administration du Istanbul International Festival et du National Company for Televised Theater.
Au-delà de ses efforts et ses contributions dans le domaine musical, Sheldon Morgenstern était très engagé aux efforts pour la justice sociale. Il était membre de plusieurs organisations dont le Southern Poverty Law Center.

## Écrits
En 2001, Morgenstern publie No Vivaldi in the Garage, livre dans lequel il remémore des anecdotes de son expérience professionnelle, mais également où il dénonce la gestion "désastreuse" des arts aux années 90 au niveau institutionnel, politique et industriel.

## Sources
- No Vivaldi in the Garage, A Requiel for Classical Music in North America : 2001, Northeastern University Press,  (ISBN 1-55553-493-7)
- Greensboro News & Record, 20 décembre 2007 (rubrique nécrologique)
- Eastern Music Festival bulletins et programmes (1990 à 2007)